# Cantonul Toulouse-6
Cantonul Toulouse-6 este un canton din arondismentul Toulouse, departamentul Haute-Garonne, regiunea Midi-Pyrénées, Franța.